# Antonio Karmany
Antonio Karmany Mestres (Sant Joan, Ilhas Baleares, 21 de janeiro de 1934)  é um ciclista espanhol, profissional entre os anos 1956 e 1966, durante os quais conseguiu 51 vitórias.
O seu terreno preferido era o da montanha, como atestam os seus três títulos consecutivos da classificação da montanha na Volta a Espanha nos anos 1960, 1961 e 1962, além de ser segundo em 1963 e terceiro em 1959. A sua melhor classificação na Volta foi a 4.ª posição na geral conseguida em 1960. Ao ano seguinte, seria 8.º.

## Palmarés
| - 1957 - 1 etapa na Volta a Levante - 1958 - G.P. Primavera - 1959 - 2 etapas da Volta à Catalunha - 1 etapa da Volta a Espanha - 1960 - 1 etapa e classificação da montanha da Volta a Espanha - 1 etapa na Volta à Catalunha - Subida ao Naranco - 1961 - 1 etapa e classificação da montanha da Volta a Espanha - 1 etapa da Volta à Catalunha - Grande Prêmio da Bicicleta Eibarresa - Subida a Urkiola - 1 etapa da Volta a Valencia | - 1962 - Classificação da montanha da Volta a Espanha - Volta à Catalunha , mais 1 etapa - 1 etapa na Grande Prêmio da Bicicleta Eibarresa - 1963 - 1 etapa da Volta à Catalunha - Subida ao Naranco - 1 etapa do Grande Prêmio da Bicicleta Eibarresa - 1965 - 1 etapa da Volta a Mallorca - 1 etapa da Volta à Andaluzia |

## Resultados em Grandes Voltas
Durante a sua carreira desportiva conseguiu os seguintes postos nas Grandes Voltas.
| Carreira           | 1956 | 1957 | 1958 | 1959 | 1960 | 1961 | 1962 | 1963 | 1964 | 1965 | 1966 |
| ------------------ | ---- | ---- | ---- | ---- | ---- | ---- | ---- | ---- | ---- | ---- | ---- |
| Giro d'Italia      | -    | -    | -    | -    | -    | -    | -    | -    | -    | -    | -    |
| Tour de France     | -    | -    | -    | ̈-    | Ab.  | -    | -    | 54.º | -    | -    | -    |
| Volta a Espanha    | -    | Ab.  | Ab.  | 22.º | 4.º  | 8.º  | 21.º | 14.º | 15.º | Ab.  | -    |
| Mundial em Estrada | -    | -    | -    | -    | -    | -    | -    | -    | -    | -    | -    |

-: Não participa

Ab.: Abandono